# Gouwazi Tianyi
Gouwazi Tianyi (chinesisch 天一, Pinyin Tiānyī) ist das Pseudonym der chinesischen Schriftstellerin Liu Tingting, die Yaoi-Romane veröffentlicht hat, wofür sie am 31. Oktober 2018 zu zehn Jahren Haft verurteilt wurde.
Das Urteil erregte zuerst in China, schließlich auch weltweit breitere Aufmerksamkeit, wobei über die als harsch empfundene Strafe debattiert wird. Hierbei werden Vergleiche zu vermeintlich milderen Urteilen für beispielsweise Sexualstraftäter gezogen.
Zuvor soll Tianys 7.000 Exemplare online verkauft haben und nach dem großen Erfolg ihres Romans Occupy (攻占) im Jahr 2017 wegen der Beschreibung „obszönen sexuellen Verhaltens zwischen Männern“ verhaftet worden sein.
Herstellung und Vertrieb von Pornografie sind in China strikt verboten. Doch erfreuen sich homoerotische Publikationen im Eigenverlag seit einigen Jahren steigender Beliebtheit. Monatlich sind hunderte Titel Neuerscheinungen zu verzeichnen, von denen auch etliche bereits verfilmt wurden. Die meisten dieser Publikationen beschreiben homosexuelle Beziehungen nicht explizit, sondern deuten sie nur an.
| Nummer | Chinesischer Titel  | Englischer Titel                                         |
| ------ | ------------------- | -------------------------------------------------------- |
| 1      | 攻占                | Attack and Conquer                                       |
| 2      | 爱犬 (下)           | Fond Dog (Vol.2)                                         |
| 3      | 和猫咪H吧           | Make Love to the Cat!                                    |
| 4      | 办公桌上的 美味上司 | Delicious Boss on the Office Table                       |
| 5      | 胯下之臣            | Subject under the Crotch                                 |
| 6      | 王爷和长工 的啪啪   | Bang-bang of His Royal Highness and Long-Term Hired Hand |
| 7      | 1069                | 1069                                                     |